# Аччён
Аччён (А́ччен, Аччон; чук. А’чон, чапл. Асун) — озеро в Провиденском районе Чукотского автономного округа России. Расположено на берегу Анадырского залива Берингова моря в 50 км от национального села Нунлигран. Площадь поверхности — 91 км².
Чукотское название А’чон в переводе означает «горбушное» (от э’чьэч — горбуша).

## Гидрография
Озеро имеет лагунное происхождение. С южной стороны от моря отделена невысокой галечной косой шириной 150 м в узкой части. В период сильных штормов морские волны перехлёстывают через косу и попадают в озеро. В восточной части озеро соединено с одноимённой лагуной протокой длиной 1 км и шириной 15—20 м. Донный грунт — мелкая и средняя галька, песок.
Прозрачность воды в центральной части озера высокая (до 7,0 м), в юго-западной мелководной части после штормов не превышает 2 м. Температуры воды в тёплое время года варьируется от 3,0 °C до 12 °C. Максимальный прогрев воды фиксировался в первой половине августа.
В водоём впадают реки Эргытгын, Ликвыленвеем, Куюлваям, Кепервеем и ещё 14 безымянных ручьёв, которые опресняют воды озера. Некоторые ручьи не достигают озера, а фильтруются через прибрежный аллювий и выходят в литорали озера в виде ключей.

## Флора и фауна
В составе растительных сообществ преобладают комбинации бугорковатых и цельнопокровных кустарничковых, дриадовых, дриадово-осоковых мохово-лишайниковых тундр. Насчитывается около 270 видов растений. Здесь произрастает 5 редких видов мхов.
В водах озера находятся нерестилища ценных пород рыб — нерки, горбуши, чавычи, гольцов, а также ряпушки, которая по своим размерам и жирности являются рекордсменами в регионе.

## Хозяйственное использование
На озере Аччён получило развитие промышленное рыболовство. В 1950-х годах добыча лососёвых доходила до 50 т, в 1963 году достигла максимума — 206 т, в 1980-х — около 80 т; в настоящее врем[когда?] вылов стабилизировался на уровне 10—15 т.

## Охрана природы
Озеро и его окрестности с 1983 года входят в состав особо охраняемой природной территории «Водный памятник природы „Озеро Аччён“», площадь которой составляет 9 тыс. га.

## Археологические находки
В районе озера находятся остатки древнеэскимосского посёлка, который относится к бирниркскому периоду древнеэскимосской культуры (конец I тыс. н. э.). Это поселение возникло на месте неолитической стоянки первобытных морских охотников.